# Darwin Mott
Darwin Mott, född 19 augusti 1950 i Creelman, Saskatchewan, är en kanadensisk före detta professionell ishockeyspelare (vänsterforward). Han är yngre bror till ishockeyspelaren Morris Mott.
Darwin spelade för Västra Frölunda IF 1975-1977.